# Вороновка (Черниговская область)
Вороновка (укр. Воронівка) — село,
Хаенковский сельский совет,
Ичнянский район,
Черниговская область,
Украина.
Код КОАТУУ — 7421788802. Население по переписи 2001 года составляло 145 человек .

## Географическое положение
Село Вороновка находится на левом берегу реки Иченька,
выше по течению на расстоянии в 3 км расположено село Хаенки,
ниже по течению на расстоянии в 2 км расположено село Лучковка,
на противоположном берегу — село Киколы.
По селу протекает пересыхающий ручей с запрудой.
К селу примыкает большой лесной массив.

## История
- 1600 год — дата основания.

## Экология
На расстоянии в 3 км расположен 6-й арсенал Командования сил поддержки ВС Украины.